# 飛魚二
飞鱼二（γ Vol / 飞鱼座γ），是飛魚座的一对双星。根据视差测量，它距离地球大约142光年。它的亮度可以被肉眼看见，大约在大麦哲伦云东南东9°的地方。
较亮的成员，飛魚座γ2，是一个恒星分类K0III的橙巨星，视星等3.75。它的伴星，飛魚座γ1，是一个恒星分类F2V的主序星，视星等6.0。2002年，这对双星的角距离为 14.1″，位置角296°。它们的分离较1826年的15.7″减少了。